# Adam Jankowski (lekarz)
Adam Wiktor Jankowski (ur. 31 sierpnia 1943 we Lwowie, zm. 25 sierpnia 2024) – polski lekarz pediatra, profesor.

## Życiorys
Był absolwentem Akademii Medycznej we Wrocławiu (1968), w 1975 r. doktoryzował się, w 1980 r. otrzymał habilitację. W 1992 r. otrzymał tytuł profesora nauk medycznych. Pracował na Uniwersytecie Medycznym im. Piastów Śląskich we Wrocławiu (wcześniej Akademii Medycznej we Wrocławiu), w tym w latach 1969-1989 w Katedrze i Klinice Chorób Zakaźnych Wieku Dziecięcego, w latach 1989-1993 jako kierownik Katedry i Kliniki Propedeutyki Pediatrii, od 1993 jako kierownik Katedry Propedeutyki Pediatrii i Kliniki Immunologii Wieku Rozwojowego. Równocześnie od 1993 był kierownikiem Pracowni Immunologii Ogólnej w Instytucie Mikrobiologii Uniwersytetu Wrocławskiego. Przeszedł na emeryturę w 2013

## Odznaczenia i wyróżnienia
- Złoty Medal za Długoletnią Służbę[2]
- Złoty Krzyż Zasługi (1993)[2][4]
- Krzyż Kawalerski Orderu Odrodzenia Polski (2001)[5]
- Medal Komisji Edukacji Narodowej[2]